# Анфіон із Єпіфанії
Анфіон (Alberione, Anfitrione; ? — після 325) — давньогрецький єпископ Епіфанії Кілікійського, сповідник віри і святий католицької церкви.

## Біографія

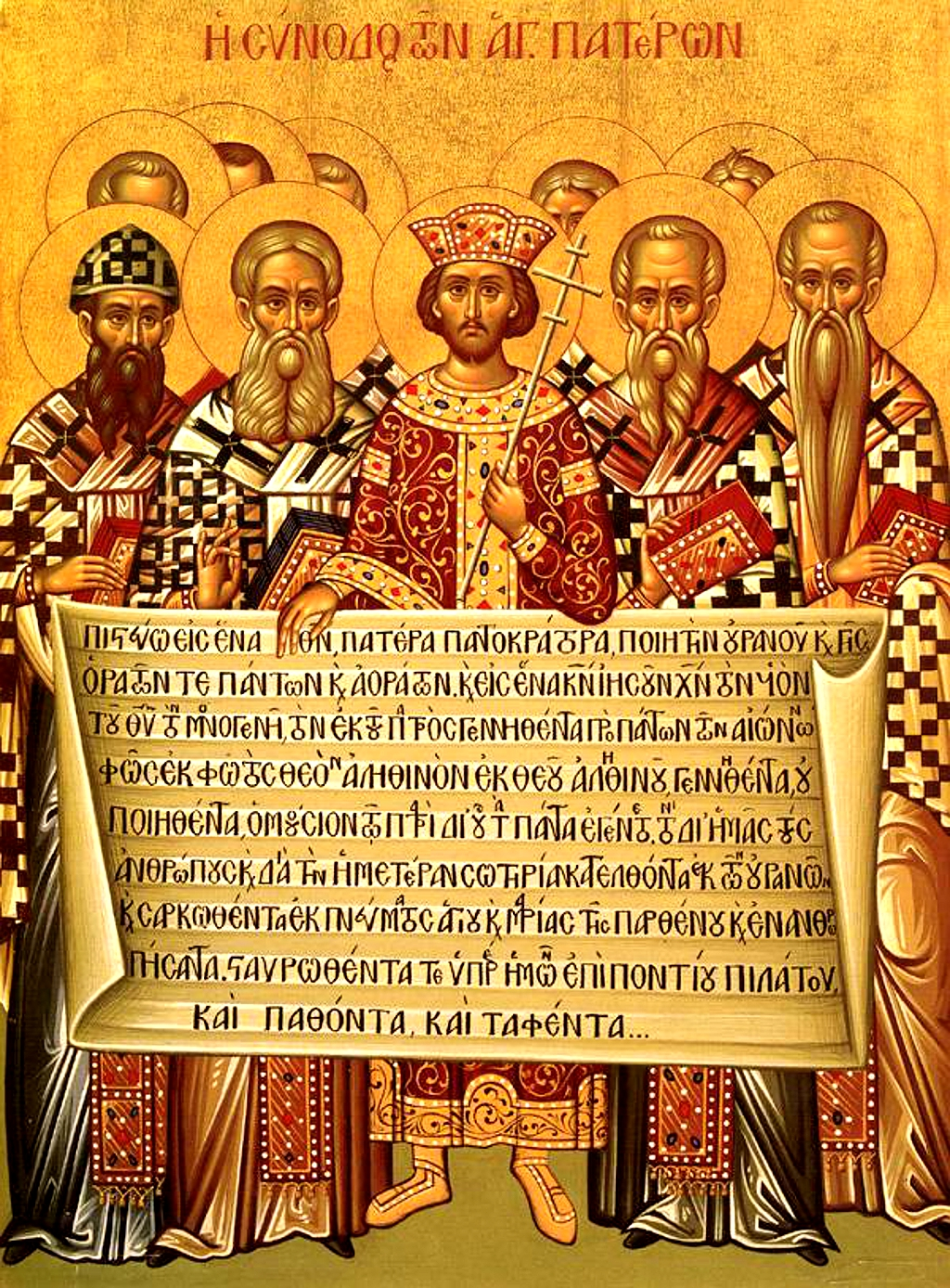
Російська ікона із зображенням Костянтина серед отців Собору на першому Нікейському соборі (325 р.): сувій анахронічно містить текст Нікейсько-Константинопольського символу віри 381 р. у формі, наданій йому пізніше в грецькій літургії (πιστεύω замість πισντεύομεντεύο).

Він з непереможною відвагою сповідав віру Ісуса Христа за часів Максиміна Дази. Його ім'я, як єпископа Кілікії, фігурує у списках єпископів, які підписалися на бланках у 314 році Анкірського і Неокесарійського соборів та в 325 р. Нікейського собору.
Бароніо ототожнює єпископа Епіфанія Кілікійського з однойменним єпископом-наступником Євсевія на кафедрі Нікомедії; однак ця ідентифікація не має історичного підґрунтя.
Автор творів, натхнених досконалим православ'ям, згадується в листі, який святий Афанасій надіслав у 356 році єпископам Єгипту та Лівії за те, що служив серед прихильників ортодоксії в радах Анкіри та Нікеї.
Він також був єпископом Богоявленського, де провів решту свого життя, практикуючи найгероїчніші чесноти:
який був визначним сповідником за часів Галерія Максиміана— Martirologio Romano p. 235, n.6.
Тому Анфіон постраждав за Галерія, але не помер би як мученик.